# 527 Euryanthe
527 Euryanthe је астероид главног астероидног појаса. Приближан пречник астероида је 52,91 km,
а средња удаљеност астероида од Сунца износи 2,723 астрономских јединица (АЈ).
Инклинација (нагиб) орбите у односу на раван еклиптике је 9,679 степени, а орбитални период износи 1641,684 дана (4,494 године). Ексцентрицитет орбите астероида износи 0,152.
Апсолутна магнитуда астероида износи 10,10 а геометријски албедо 0,057.
Астероид је откривен 20. марта 1904. године.